# Marcello D'Olivo
Marcello D'Olivo (Udine, 27 febbraio 1921 – Udine, 24 agosto 1991) è stato un architetto, urbanista e pittore italiano.

## Biografia
Marcello D'Olivo, figlio di Giuseppina del Toso e Antonio, pittore e decoratore, conseguì la licenza elementare nel 1932 e nello stesso anno abbandonò la scuola per andare a lavorare come garzone e vetrinista in una cooperativa alimentare.
Ripresi gli studi conseguì la licenza media nel 1939 e nel 1942 il diploma al liceo artistico di Venezia. Nello stesso anno s'iscrisse all'Istituto universitario di Architettura di Venezia, dove si laureò nel 1947.
Il suo operato in campo architettonico e urbanistico viene definito organico sperimentale per i continui riferimenti all'interazione fra natura e tecnologia, con l'ambizioso tentativo di omologare quest'ultima con lo studio delle leggi genetiche e morfologiche della natura stessa. La sua opera più famosa è la spirale, detta "la chiocciola", di Lignano Pineta realizzata nel 1955. L'impianto urbanistico del nuovo villaggio turistico destò l'interesse di Ernest Hemingway che venne a conoscere l'architetto D'Olivo.
A Lignano Pineta D'Olivo realizzò anche tre originalissime ville che fecero scrivere allo storico dell'architettura Bruno Zevi "D'Olivo è il Wright italiano". Anche la rivista Civiltà delle macchine, allora diretta dal poeta ingegnere Leonardo Sinisgalli si interessò al progetto e all'architetto della corrente "organica" che sposava in pieno il concetto di rapporto armonioso architettura-natura. Sempre negli anni Cinquanta D'Olivo restaurò la Moschea di Omar a Gerusalemme e iniziò a lavorare all'estero. Tra i suoi numerosissimi progetti ricordiamo lo Zipser a Grado, il Villaggio del Fanciullo a Trieste, Pineland a Forni di Sopra, il villaggio turistico Hotel Gusmay a Manacore sul Gargano, tra i più interessanti esempi di architettura organicista balneare , l'ospedale ortofrenico a Potenza.
Negli anni Sessanta lavorò in Africa realizzando il piano regolatore di Libreville e il complesso Omnisport. Lavorò in Congo, Libia, Libano e Giordania dove realizzò un ospedale ad Amman. Sempre negli anni Settanta partecipò alla Biennale di Architettura di Venezia. Dopo Udine, nel 1966, si trasferì a Roma dove visse fino al 1982 con la moglie Paola e il figlio Antonio.
Negli anni Settanta frequentò personaggi come Pier Paolo Pasolini, Alfonso Gatto, Giuseppe Ungaretti, Giorgio de Chirico, Leonardo Sinisgalli, Orson Welles, Giulio Carlo Argan, Bruno Zevi, Luigi Nervi, Le Corbusier, Palma Bucarelli, Luchino Visconti. Nel 1972 pubblicò un corposo volume, la lunga prefazione fu scritta da Giulio Carlo Argan, dal titolo Discorso per un'altra architettura.
Amante dell'arte e della matematica, D'Olivo fu un intellettuale che abbracciava gli argomenti più disparati: dalla filosofia alla letteratura, dalla fisica quantistica alla pittura, dalla relatività alla letteratura gialla. Nel 1978 fu chiamato da Saddam Hussein per realizzare il faraonico Monumento al Milite Ignoto a Baghdad, una struttura circolare di 260 metri di diametro, sollevata da terra 13 metri con al centro una cupola di 60 metri di diametro. L'opera è stata inaugurata nel 1982.
Dal 1982 al 1986 visse nella tenuta del principe Antonello Ruffo di Calabria a Paliano. Nel 1986 realizzò una mostra dei suoi progetti, ma anche dei suoi quadri di pittura a Los Angeles. Poi con la moglie tornò a vivere a Udine dove realizzò una scuola a Gorizia. Morì all'alba del 24 agosto 1991.
Nel 1997 esce il volume Marcello D'Olivo Architettura e progetti 1947-1991 (Electa) con un saggio introduttivo dal titolo: Un irregolare nel panorama italiano del dopoguerra di Guido Zucconi. Nel 2002 la città di Udine gli ha dedicato una mostra e due cataloghi monografici editi da Mazzotta con scritti di Gillo Dorfles, Massimiliano Fuksas, Toni Follina, Isabella Reale. Nel 2009 sempre la città di Udine ha dedicato a D'Olivo una mostra sul Monumento al Milite Ignoto di Baghdad. Qualche anno prima la città di Udine gli ha dedicato un parco, Lignano Pineta invece la propria piazza principale. Nel 2021, in occasione dei 100 anni dalla nascita e 30 dalla morte, Lignano Pineta gli ha dedicato una mostra curata da Lucia Ardito e Udine una importante mostra nel Castello della città con un corposo catalogo con scritti di Toni Follina, Massimiliano Fuksas e Antonio D'Olivo.